# Orbitestella bermudezi
Orbitestella bermudezi is een slakkensoort uit de familie van de Orbitestellidae. De wetenschappelijke naam van de soort is voor het eerst geldig gepubliceerd in 1946 door Aguayo & Borro.